# Nancy Kilpatrick
Nancy Kilpatrick (Filadelfia, 6 maggio 1946 – 31 marzo 2025) è stata una scrittrice canadese, principalmente autrice di storie horror fantasy.
Pubblicò anche libri a sfondo erotico usando gli pseudonimi Amarantha Knight e Desirée Knight.

## Biografia
Nata negli Stati Uniti, si trasferì nel 1970 a Montréal, in Canada, dove iniziò a scrivere. Vinse un Arthur Ellis Award e fu tre volte finalista per il premio Bram Stoker.

## Opere

### Come Nancy Kilpatrick
Ciclo del potere e del sangue
1. La notte dei vampiri (Child of the Night, 1996) ISBN 978-88-541-0429-7
2. La guerra dei vampiri (Near Death, 1994) ISBN 978-88-541-2752-4
3. La rinascita del vampiro (Reborn, 1998) ISBN 978-88-541-1266-7
4. Gli amori del vampiro (Bloodlover, 2000) ISBN 978-88-541-1628-3

Altri
- Storie di vampiri (The Vampire Stories of Nancy Kilpatrick, 2000) ISBN 978-88-541-2432-5
- La bibbia gotica: compendio per anime dark (The Goth Bible, 2004) ISBN 978-88-6231-014-7

### Come Amarantha Knight
Serie Darker Passions
1. Dracula (1993)
2. Dr Jekyll and Mr Hyde (1994)
3. The Fall of the House of Usher (1995)
4. Frankenstein (1995)
5. The Portrait of Dorian Gray (1996)
6. Carmilla (1997)
7. Pit and the Pendulum (1998)